# Озерки (Огневское сельское поселение)
Озерки́ — деревня Огневского сельсовета Становлянского района Липецкой области. Расположены недалеко от железнодорожной линии Елец — Ефремов.
Впервые упоминаются в 1771 году. В документах того года говорится, что Озерки поселены на земле Орловской межевой канцелярии. Но вскоре после поселения жители деревни Толстая Дубрава заявили претензию на эту землю.
Название — от небольших неглубоких западинных озёр.

## Население
| 2010 |
| ---- |
| 7    |